# François-Antoine Chevrier
Pour les articles homonymes, voir Chevrier (homonymie).
François-Antoine Chevrier  (ou de Chevrier) est un libelliste lorrain né à Nancy le 11 octobre 1721 et mort à Rotterdam le 26 juin 1762.
Libelliste acerbe, Chevrier a passé le plus clair de sa vie d'écrivain à révéler au grand jour les mesquineries et les intrigues de son temps, que tout le monde taisait, principalement dans le milieu théâtral. Adolphe Van Bever le définit comme « le plus satirique et le moins sociable, il faut bien le dire, des écrivains lorrains ».

## Biographie
Chevrier, fils d'un fermier du greffe de Nancy, est né dans cette ville, rue des Quatre-Églises.
Il se fait d'abord connaître par des pamphlets, dont un contre le duc Stanislas Leszczyński, qui lui vaut d'être exilé.
Réfugié à Paris, il travaille pour le théâtre et voyage beaucoup, souvent contre son gré, poursuivi par les vindictes de quelque puissant ou des soucis avec la police. Il est d'abord secrétaire du marquis de Cursay (1700-1766) quand il commande les troupes françaises en Corse, puis gazetier à Paris. Contraint à un nouvel exil, il se réfugie dans les Pays-Bas autrichiens, en Hollande, en Allemagne.
Son ouvrage le plus connu est Le Colporteur (1762). Le scandale que provoque la publication de ce roman décide le gouvernement français à demander l'extradition de l'auteur, qui s'était exilé en Hollande. Il meurt subitement dans les premiers jours de juillet 1762. On prétend qu'il a été empoisonné sur ordre du gouvernement français, ce qui fait dire à l'actrice Sophie Arnould apprenant sa mort : « Juste ciel ! il aura sucé sa plume ». Il semblerait qu'il soit plutôt mort d'une indigestion, lui qui avait crevé de faim toute sa vie durant...

## Œuvres
- Pamphlets et romans
  - Recueil de ces dames, Bruxelles [Paris], aux dépens de la Compagnie, 1745
  - Bi-Bi, conte traduit du chinois par un Français. Première et peut-être dernière édition, à Mazuli, Khilo-Khula, l'an de Sal-Chodaï 623 [Paris, 1746]
  - Voyage de Rogliano, par M. de Chevrier, Livourne, Imprimerie française, 1751
  - Les Ridicules du siecle, Londres [Paris, Mérigot], 1752
  - Ma-gakou: histoire japonnoise, A Goa [Paris], Par exprès commandement de l'empereur, 1752
  - Cela est singulier, histoire égyptienne, traduite par un rabbin génois, A Babylone, de l'Imprimerie royale [Paris], 1752
  - Mémoires d'une honnête femme écrits par elle-même et publiés par M. de Chevrier, à Londres [Paris, Mérigot ou Sébastien Jorry], 1753
  - Le Quart d'heure d'une jolie femme, ou les Amusemens de la toilette, ouvrage presque moral dédié à Messieurs les habitans des coins du roi et de la reine, par Mademoiselle de *****, Genève, A. Philibert, 1753
  - Observations sur le théâtre, dans lesquelles on examine avec impartialité l'état actuel des spectacles de Paris, par M. de Chevrier, Paris, Debure le jeune, 1755
  - Testament politique du maréchal duc de Belle-Isle, 1761
  - Le Codicille, et l'esprit, ou Commentaire des maximes politiques de M. le maréchal duc de Bell'Isle, avec des notes apologétiques, historiques et critiques, le tout publié par M. D. C***, La Haye, Veuve Van Duren, 1762
  - Le Colporteur, histoire morale et critique, à Londres, chez Jean Nourse, l'An de Vérité [La Haye, 1761]
  - Almanach des gens d'esprit par un homme qui n'est pas sot, calendrier pour l'année 1762 et le reste de la vie, publié par l'auteur du "Colporteur", Toujours à Londres [La Haye], chez l'éternel Jean Nourse, 1762
  - Les Amusemens des dames de B***. Histoire honnête et presque édifiante, composée par feu le chevalier de Ch***** et publiée par l'auteur du "Colporteur", à Rouen, chez Pierre Le Vrai, cette présente année [La Haye, 1762]
  - L'Observateur des spectacles ou Anecdotes théâtrales, ouvrage périodique, par M. de Chevrier, La Haye, l'auteur ; Amsterdam, Henri Constapel, 1762-1763, 3 vol.
- Théâtre
  - Le Feint normand (1741)
  - L'Inconstant (1746)
  - Cargula (1749)
  - La Revue des théâtres (1753)
  - Le Retour du goût (1754)
  - La Campagne (1754)
  - L'Épouse suivante (1755)
  - Les Fêtes parisiennes (1755)
  - La Petite maison (1757)
- Poèmes
  - L'Acadiade ou Prouesses angloises en Acadie, Canada &c. Poëme comi-héroïque, en quatre chants, par Mr. D***, Cassel [Paris], aux depens de l'auteur, 1758
  - L'Albionide, ou l'Anglais démasqué, poëme héroï-comique relatif aux circonstances présentes, enrichi de notes historiques, politiques & critiques, par M. le comte de F.P.T., Aix, J. William, 1759
  - L'Hanovriade, poëme héroi-burlesque en cinq chants, orné de notes historiques, allegoriques, morales et critiques, par l'auteur du poëme de l'Albionide, Closter-Seven, George De Bergen, 1759.

## Pour approfondir